# 조선민주주의인민공화국 국가건설감독성
국가건설감독성(國家建設監督省)은 조선민주주의인민공화국의 내각 중앙 행정기관이다. 국방시설을 제외한 국가 단위에서 수행하는 국토·산업·도시·농촌 등 건설, 축조 관계 분야를 일괄적으로 통합 관할한다.남한의 국토해양부와 유사하다.

## 연혁
- 국가건설감독성 설치

## 역대 상, 부상

### 역대 국가건설감독상
- 배달준(裵達俊) : 1998년 9월 ~ 2011년 9월
- 김석준 : 2011년 9월 ~ 2013년 5월
- 권성호 : 2013년 5월 ~ 2021년 1월
- 리혁권 : 2021년 1월 ~

### 역대 부상
- 양기성 : ?년 ?월 ~ ?년 ?월 (최소 2014년 5월에는 부상이었음.)[2]
- 최해석 : ?년 ?월 ~ ? (최소 2016년 1월에는 부상이었음.)[3]

## 산하 외청
- 건설설계정보쎈터
- 국가설계지도국
- 백두산건축연구원
- 건설기술지도위원회
- 조선건축가동맹

## 같이 보기
- 도시경영성
- 건설건재공업성
- 건설성